# Handball-DDR-Meisterschaft 1954/55
Bei den Handball-DDR-Meisterschaften 1954/55 wurden die DDR-Meister der Männer und Frauen im Feldhandball und in der Halle ermittelt. Mit dem SC Motor Berlin trat erstmals einer der in dieser Saison neu gegründeten Sportclubs an.  

## Männer (Feld)
Die DDR-Meisterschaft im Feldhandball wurde vom 5. September 1954 bis zum 30. Mai 1955 zunächst in der zweigleisigen Oberliga ausgetragen. In den beiden Staffeln I und II traten jeweils neun Mannschaften an, die in Hin- und Rückspielen den Staffelsieger ermittelten. Diese spielten am 17. Juli um die DDR-Meisterschaft.

### Abschluss-Tabellen
| Pl.                                                          | Mannschaft                        | Sp | S  | U | N  | Tore    | Punkte |
| 1.                                                           | SG Dynamo Halle                   | 16 | 13 | 1 | 2  | 221:139 | 27:5   |
| 2.                                                           | BSG Motor Fermersleben            | 16 | 10 | 1 | 5  | 167:136 | 21:11  |
| 3.                                                           | BSG Lok Gera                      | 15 | 8  | 3 | 4  | 184:141 | 19:11  |
| 4.                                                           | BSG Lok Luckenwalde               | 15 | 9  | 1 | 5  | 145:136 | 19:11  |
| 5.                                                           | BSG Motor Krauschwitz (N)         | 16 | 8  | 1 | 7  | 144:149 | 17:15  |
| 6.                                                           | BSG Motor Eisenach                | 16 | 7  | 2 | 7  | 163:167 | 16:16  |
| 7.                                                           | BSG Traktor Delitzsch (N)         | 16 | 5  | 1 | 10 | 145:170 | 11:21  |
| 8.                                                           | BSG Fortschritt Crimmitschau (A)  | 16 | 3  | 1 | 12 | 136:210 | 7:25   |
| 9.                                                           | BSG Motor Schiffswerft Roßlau (A) | 16 | 2  | 1 | 13 | 126:183 | 5:27   |
| das Spiel Lok Gera – Lok Luckenwalde wurde nicht ausgetragen |                                   |    |    |   |    |         |        |

| Pl. | Mannschaft                    | Sp | S  | U | N  | Tore    | Punkte |
| 1.  | BSG Motor Rostock             | 16 | 13 | 2 | 1  | 216:126 | 28:4   |
| 2.  | BSG Lok Südost Magdeburg      | 16 | 11 | 1 | 4  | 182:138 | 23:9   |
| 3.  | SG Dynamo Leipzig             | 16 | 11 | 1 | 4  | 164:121 | 23:9   |
| 4.  | BSG Stahl Calbe (M)           | 16 | 9  | 2 | 5  | 199:156 | 20:12  |
| 5.  | BSG Motor Mitte Magdeburg (N) | 16 | 9  | 1 | 6  | 167:155 | 19:13  |
| 6.  | BSG Motor Fraureuth           | 16 | 4  | 3 | 9  | 149:155 | 11:21  |
| 7.  | BSG Chemie Coswig             | 16 | 4  | 1 | 11 | 144:184 | 9:23   |
| 8.  | BSG Motor Polysius Dessau (A) | 16 | 3  | 1 | 12 | 128:201 | 7:25   |
| 9.  | BSG Fortschritt Gera (N,A)    | 16 | 2  | 0 | 14 | 114:227 | 4:28   |

### Endspiel
Das Endspiel um die DDR-Feldhandballmeisterschaft der Saison 1954/55 fand am 17. Juli 1955 in Karl-Marx-Stadt im Ernst-Thälmann-Stadion vor 25.000 Zuschauern statt. 
| BSG Motor Rostock – SG Dynamo Halle 18:12 (9:5) |

Mit Motor Rostock und Dynamo Halle trafen die Finalisten der letzten Hallenmeisterschaft erneut aufeinander. Wieder waren die Rostocker ihrem Gegner deutlich überlegen und beherrschten mit ihren gekonnten Spielzügen über weiten Strecken das Spiel. Spielentscheidend waren vor allem das technisch überlegene Angriffsspiel und die kluge taktische Spielweise des neuen Meisters. Bester Spieler auf dem Feld war der Rostocker Angreifer Günter Mundt, der mit seinen zehn Toren und taktischer Übersicht der spielentscheidende Akteur war. Die Hallenser Mannschaft war dem druckvollen Spiel ihres Gegners zu keiner Zeit gewachsen und verzettelte sich ihrerseits in aussichtslosen Einzelaktionen. (Berliner Zeitung, 19. Juli 1955)
- Rostock: Hans Beier (Tor) – Paul-Friedrich Reder, Klaus Holm, Peter Steinhäuser, Walter Brand, Rudolf Herhaus (1), Günter Kikillus, Klaus Schwieger, Heinz Flach, Klaus Matz (4), Gert Langhoff (3), Günter Mundt (10)
- Halle: Ernst Riffort, Herbert Klein (Tor) – Heinz Greye, Günther Horbank, Erhard Schewe, Günther Köhler, Ewald Föhrig, Werner Püschel, Dieter Dörken (2), Heinz Diedering (2), Rudi Hirsch (7), Kurt Stolfig, Otto Naumann (1), Joachim Kolbe

## Frauen (Feld)

### Endspiel
17. Juli 1955, Ernst-Thälmann-Stadion, Karl-Marx-Stadt:
| SC Fortschritt Weißenfels – BSG Fortschritt Oberlungwitz 5 : 2 |

## Männer (Halle)
In der Hallen-Oberliga traten zwischen dem 12. Dezember 1954 und dem 6. Februar 1955 in zwei Staffeln je fünf Mannschaften an. Die Staffelsieger BSG Motor Rostock und SG Dynamo Halle ermittelten im Endspiel den DDR-Hallenmeister. 

### Vorrunde
| Pl. | Mannschaft            | Sp | S | U | N | Tore  | Punkte |
| 1.  | SG Dynamo Halle       | 4  | 4 | 0 | 0 | 67:43 | 8:0    |
| 2.  | BSG Lokomotive Gera   | 4  | 3 | 0 | 1 | 63:48 | 6:2    |
| 3.  | BSG Motor Gohlis-Nord | 4  | 2 | 0 | 2 | 53:52 | 4:4    |
| 4.  | BSG Motor Sömmerda    | 4  | 1 | 0 | 3 | 39:58 | 2:6    |
| 5.  | BSG Einheit Thum      | 4  | 0 | 0 | 4 | 38:61 | 0:8    |

| Pl. | Mannschaft            | Sp | S | U | N | Tore  | Punkte |
| 1.  | BSG Motor Rostock (M) | 4  | 3 | 1 | 0 | 75:29 | 7:1    |
| 2.  | BSG Lok Magdeburg SO  | 4  | 3 | 0 | 1 | 68:46 | 7:1    |
| 3.  | SC Motor Berlin       | 4  | 2 | 0 | 2 | 49:69 | 4:4    |
| 4.  | BSG Fortschritt Forst | 4  | 1 | 0 | 3 | 41:80 | 2:6    |
| 5.  | BSG Lok Luckenwalde   | 4  | 0 | 1 | 3 | 35:44 | 1:7    |

### Endspiel
Das Endspiel mit den beiden Staffelsiegern fand am 20. Februar 1955 in der Magdeburger Hermann-Gieseler-Halle vor 2.000 Zuschauern statt. 
| BSG Motor Rostock – SG Dynamo Halle 14:11 (7:8) |

In einem gutklassigen und spannenden Spiel hatte der Titelverteidiger Motor Rostock zunächst Mühe, das Spiel in den Griff zu bekommen, denn der SG Dynamo gelang es eine Halbzeit lang mit gefährlichen Angriffen und sicherem Zusammenspiel tonangebend zu sein und führte zur Pause mit 8:7 Toren. In der zweiten Spielhälfte rissen die Rostocker das Geschehen mit Temposteigerung und zielstrebigen Aktionen an sich und gingen schon nach acht Minuten zum ersten Mal in Führung. Der zuvor unsichere Torwart Hans Beier steigerte sich zu großartigen Paraden und hielt die Hallenser Angriffsreihe in Schach. Auf der anderen Seite hatte die BSG Motor mit Klaus Matz einen sicheren Vollstrecker, der mit seinen fünf Toren in der zweiten Halbzeit zum entscheidenden Spieler des Endspiels wurde. (Berliner Zeitung, 22. Februar 1955)
- Rostock: Hans Beier (Tor) – Friedrich Reder (1), Gert Langhoff (2), Heinz Flach, Klaus Matz (6), Kröger (3), Rudolf Herhaus (2), Klaus Schwieger, Peter Steinhäuser, Schöne
- Halle: Ernst Riffort (Tor) – Kurt Stolfig (3), Günther Köhler (1), Dieter Dörken (1), Erhard Schewe, Rudi Hirsch (3), Heinz Diedering (2), Ewald Föhrig, Werner Püschel (1).

## Frauen (Halle)
Zur Ermittlung des Meisters im Frauen-Hallenhandball wurde zunächst eine Ausscheidungsrunde mit den 15 Bezirksmeistern ausgetragen. In drei Gruppen spielten jeweils fünf Mannschaften gegeneinander, deren Erstplatzierten am 20. Februar 1955 in Magdeburg die Endrunde austrugen. Nach Siegen über die BSG Lok Rangsdorf (3:2) und den SC DHfK Leipzig (6:3) wurden die Frauen des SC Fortschritt Weißenfels DDR-Meister.